# Carlos Villanueva (baseball)
Pour les articles homonymes, voir Carlos Villanueva.
Carlos Manuel Villanueva Paulino (né le 28 novembre 1983 à Santiago, République dominicaine) est un lanceur droitier de baseball.
Il évolue dans la Ligue majeure de baseball de 2006 à 2016. En 2017, il fait partie des Hanwha Eagles de l'Organisation coréenne de baseball.

## Carrière

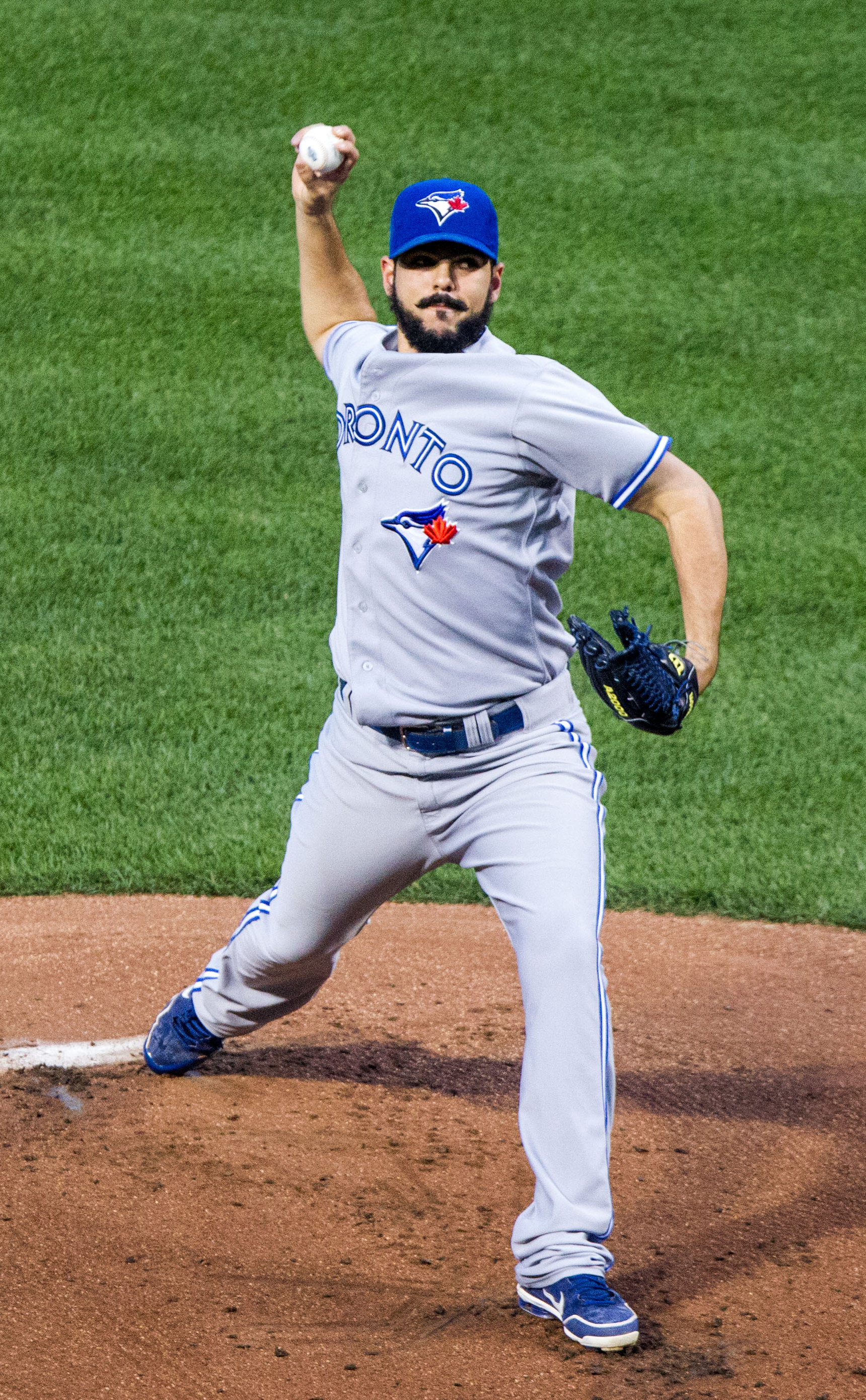
Carlos Villanueva en 2012 avec Toronto.

### Brewers de Milwaukee
Carlos Villanueva signe son premier contrat avec les Giants de San Francisco en 2002. Le 30 mars 2004, les Giants échangent le lanceur des ligues mineures Glenn Woolard et Villanueva aux Brewers de Milwaukee en retour des lanceurs Leo Estrella et Wayne Franklin.
Villanueva fait ses débuts dans les majeures le 23 mai 2006 dans l'uniforme des Brewers. Il est utilisé dans 10 parties en 2006, dont 4 comme lanceur partant, et présente une fiche victoires-défaites de 2-2 avec une moyenne de points mérités de 3,69.
En 2007, il lance 53 parties en relève mais effectue aussi 6 départs. En 114,1 manches au monticule, il présente une moyenne de points mérités de 3,94. Il est crédité de 8 victoires contre 5 défaites et réussit son premier sauvetage en carrière.
En 2008, il présente une fiche de 4-7 et une moyenne de 4,07 en 47 parties jouées (dont 9 départs) et 108,1 manches lancées. Il participe aux séries éliminatoires pour la première fois et lance trois manches et deux tiers sans accorder de point aux Phillies de Philadelphie en Série de division.
En 2009, Villanueva lance 96 manches en 64 sorties, la majorité (58) encore une fois en relève. Il ne remporte que 4 décisions sur 14 et affiche sa moyenne de points mérités (5,34) la plus élevée en carrière.

### Blue Jays de Toronto
Le 3 décembre 2010, les Brewers échangent Villanueva aux Blue Jays de Toronto en retour d'un joueur à être nommé plus tard. Villanueva lance 13 matchs comme partant et 20 comme releveur pour les Jays en 2011, gagnant six parties sur dix et affichant une moyenne de points mérités de 4,04 en 107 manches au monticule.
En 2012, il totalise 125 manches et un tiers lancées en 38 matchs, dont 16 comme lanceur partant. Il enregistre 122 retraits sur des prises, affiche une moyenne de points mérités de 4,16 et termine la saison avec 7 victoires contre autant de revers.

### Cubs de Chicago
Agent libre, Villanueva rejoint les Cubs de Chicago lorsqu'il signe un contrat de 10 millions de dollars pour deux ans le 26 janvier 2013. Il maintient sa moyenne de points mérités à 4,27 en 206 manches et un tiers lancées au total pour les Cubs au cours de ces deux saisons. Il débute 20 matchs et fait 69 apparitions en relève, remportant 12 victoires contre 15 défaites.

### Cardinals de Saint-Louis

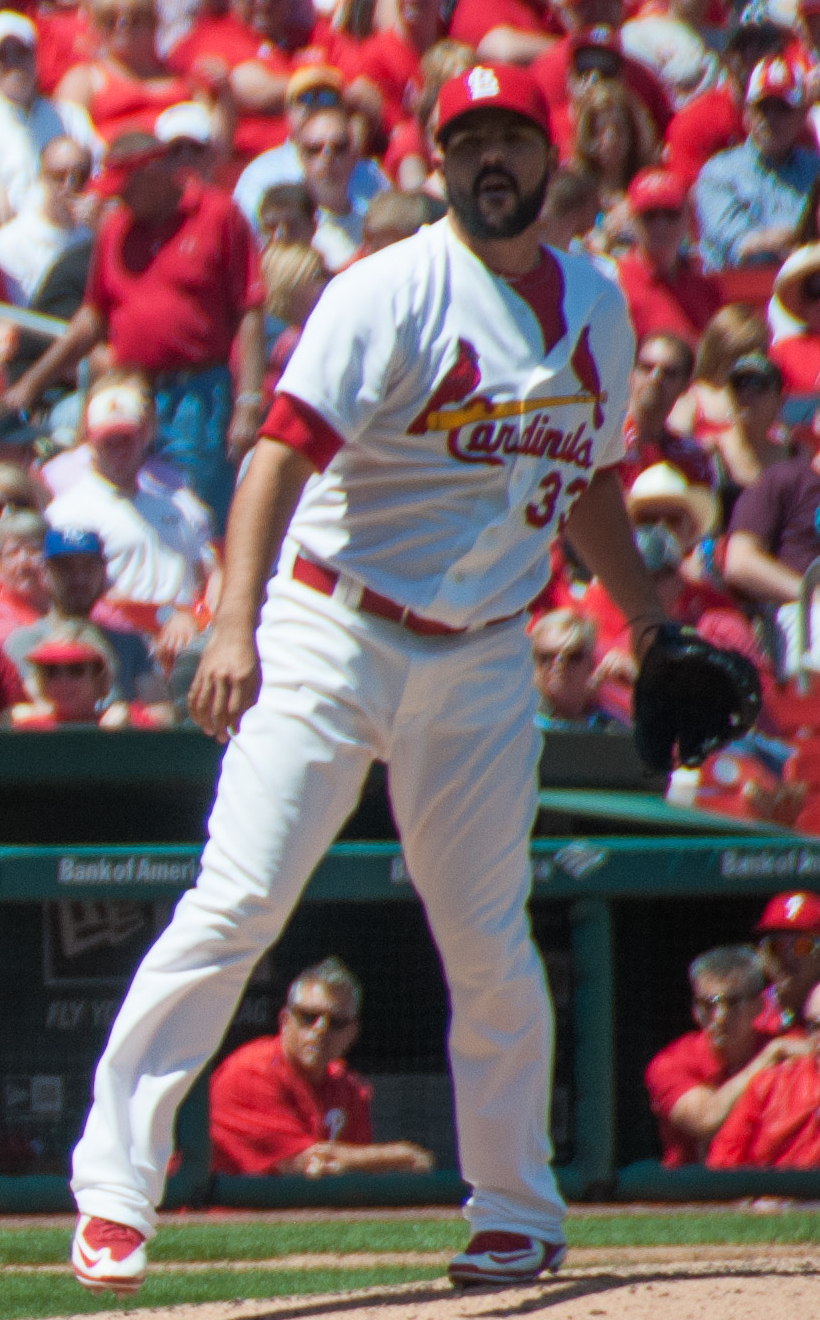
Carlos Villanueva en 2015 avec les Cardinals de Saint-Louis.

Il signe un contrat des ligues mineures avec les Cardinals de Saint-Louis le 4 février 2015.
Dans un rôle de lanceur de relève exclusivement, il connaît à 31 ans la meilleure saison de sa carrière en 2015. Au cours de cette année chez les Cardinals, il maintient une moyenne de points mérités de 2,95 en 61 manches lancées lors de 35 sorties. Il n'accorde aucun point en deux manches lancées contre les Cubs de Chicago lors des séries éliminatoires.

### Padres de San Diego
Le 14 janvier 2016, Villanueva signe un contrat d'un an avec les Padres de San Diego.